# Low-Cost Country Sourcing
Low-Cost Country Sourcing (LCCS) ist in der Betriebswirtschaftslehre eine Methode, um Einsparungen zu erreichen.

## Beschaffung in Niedriglohnländern
Die Beschaffung in Niedriglohnländern ist ein Teilgebiet der globalen Beschaffung. Ein wichtiges Ziel der globalen Beschaffung ist die Ausnutzung komparativer Kostenvorteile, um dadurch dem Kostendruck zu entgehen und langfristige Wettbewerbsvorteile zu erreichen. Innerhalb der globalen Beschaffung nimmt die Beschaffung in Niedriglohnländern deshalb eine Sonderstellung ein, da dort oftmals hohe Kostenersparnisse realisiert werden können. In der Praxis wird dazu häufig auch der Begriff des Low-Cost Country Sourcing gebraucht.
Als Niedriglohnland wird ein Land bezeichnet, das im Vergleich zum Heimatland der einkaufenden Organisation ein geringeres Preis- und Lohnniveau besitzt; somit ist Niedriglohnland stets ein relativer Begriff. Aus der Warte der entwickelten Industrienationen, den Hochlohnländern, werden damit jedoch Länder bezeichnet, die aktuell über extrem geringe Arbeitskosten, niedrigeres Bildungsniveau und eine geringere ökonomische Stärke verfügen – dies jedoch bei einer sehr schnell wachsenden Wirtschaft. Darunter fallen bspw. aufstrebende asiatische Nationen, Länder aus Lateinamerika und Afrika sowie einige osteuropäische Staaten. Diese Länder werden oftmals mit den Begriffen BRIC-Staaten (Brasilien, Russland, Indien, China), RDE (rapidly developing economies) (BCG 2006) oder N-11 (Next eleven) bezeichnet.

## Ziele und Chancen
Die globale Beschaffung sowie speziell die Beschaffung in Niedriglohnländern werden durch mehrere strategische Ziele motiviert: Wirtschafts-, Absatz-, Technologie- und Flexibilitätsziele.

### Wirtschaftliche Ziele und Chancen
Zu den wirtschaftlichen Zielen und Chancen zählen insbesondere Kostensenkungen, die sich aus den dort vorhandenen niedrigeren Kosten der einzelnen Produktionsfaktoren, den Faktorkosten, ergeben. Produziert das Unternehmen zusätzlich lokal in der Nähe, können mit diesen Aktivitäten Transportkosten gespart werden. Ferner kann auch das Ausnutzen von Steuervorteilen sowie Subventions- und Fördermaßnahmen einen Anreiz bilden. Durch eine globale Lieferantenbasis wird zudem Druck auf bestehende Lieferanten ausgeübt, attraktive Angebote zu unterbreiten.

### Absatzziele
Zu Absatzzielen kann die Beschaffung ebenfalls beitragen: zum einen als vorbereitendes Absatzmarketing und als Marktpräsenz zur Qualifikation einer lokalen Lieferantenbasis, die für eine potenzielle Produktion vor Ort benötigt würde. Zum anderen ist das Vermeiden hoher Einfuhrzölle, bspw. bei Local-Content-Auflagen, in vielen Ländern (z. B. China, Russland) eine wichtige Motivation zur lokalen Beschaffung. Oftmals müssen auch Kostensenkungen erzielt werden, um auf den lokalen Märkten überhaupt wettbewerbsfähig anbieten zu können.

### Technologische Ziele
Technologische Ziele sind der Zugang zu globalem Wissen, Infrastruktur, neuen Technologien und Fertigungsverfahren sowie weltweiten Ressourcen. Dadurch sollen Chancen bei technischen Innovationen frühzeitig genutzt oder Entwicklungszeiten verkürzt werden. Beschaffungsmärkte wie Taiwan oder Korea sind dafür ein Beispiel.

### Flexibilität- und Risikovermeidung
Flexibilitäts- und Risikovermeidungsziele spielen insbesondere bei einer lokalen Produktion in diesen Ländern eine Rolle: Termin-, Wechselkurs- und Transportrisiken können dadurch vermindert werden. Oftmals soll durch die geographische Diversifizierung auch eine Streuung von Beschaffungsrisiken, wie Insolvenz- oder Produktionsausfallrisiken, erreicht und damit die Verfügbarkeit und Versorgungssicherung verbessert werden. Die Vergrößerung des Lieferantenstamms schafft zudem Alternativen zu bestehenden Lieferanten. Daraus resultieren Flexibilität und Handlungsspielräume sowie eine Reduzierung der Lieferantenabhängigkeit.

## Probleme

### Allgemeine Herausforderungen
Den großen Chancen der Beschaffung in Niedriglohnländern stehen jedoch auch zahlreiche Herausforderungen gegenüber. In Summe lassen sich folgende acht Herausforderungen und Barrieren klassifizieren:
- mangelnde Kompetenzen der Lieferanten
- mangelnde Infrastruktur
- unterschiedliche Kultur, Sprache und Marktbedingungen
- Koordinationsaufwand, Piraterie und rechtliche Barrieren
- politische und soziale Risiken
- Währungs- und Zahlungsrisiken
- sowie interner Widerstand gegen die Beschaffung in Niedriglohnländern
- Widerstand des eigenen Kunden, seine Dienstleistung in Niedriglohnländern erbringen zu lassen

### Supply Chain Risiken
Es kann zwischen supply-chain-exogenen beschaffungsmarktspezifischen Risiken (Umweltrisiken) und supply-chain-endogenen Risiken (Versorgungsrisiken) unterschieden werden. Hinzu kommen supply-chain-exogene nicht-beschaffungsmarktspezifische Risiken. Diese exogenen Umweltrisiken umfassen Elementarrisiken (z. B. Naturkatastrophen) oder Risiken, die im Low Cost Country Sourcing auftreten können, aber keinem spezifischen Beschaffungsland zuzurechnen sind, wie z. B. das Piraterierisiko am Horn von Afrika vor der Küste Somalias beim Schiffstransport. Supply-chain-exogene beschaffungsmarktspezifische Risiken ergeben sich aus den Eigenschaften und Gegebenheiten des globalen Beschaffungsmarktes des Low Cost Countrys. Diese Umweltrisiken lassen sich in politische, rechtliche, wirtschaftliche, technologische und sozio-kulturelle Risiken einteilen. Für die Umsetzung eines unternehmensübergreifenden Supply Chain Risikomanagements ist eine durchgängige Orientierung an den der Supply Chain immanenten Güter-, Informations-, Rechts- und Finanzmittelflüssen erforderlich, um Störungen und Unterbrechungen der Supply-Chain-Flüsse zu vermeiden. Dementsprechend geben die Supply-Chain-Flüsse einen Rahmen vor, um die in einer Lieferanten-Abnehmer-Beziehung möglichen Supply Chain Risiken zu systematisieren. Insofern lassen sich supply-chain-endogene Supply Chain Risiken subsumieren in Lieferrisiken, Informationsrisiken, Finanzrisiken und Rechtsrisiken.

## Lieferantenaufbau
Der Aufbau eines Neulieferanten ist innerhalb der Beschaffungstätigkeiten in Niedriglohnländern ein kritischer und schwieriger Prozess, der große Risiken mit sich bringt. Er ist oftmals mit einer Lieferantenentwicklung mit hohen vorgelagerten Investitionen, meist mehrstufig und über einen längeren Zeitraum, verbunden, bis das Beschaffungsobjekt in Serie bezogen werden kann. Angesichts dieser strategischen Bedeutung kommt der Auswahl von Lieferanten ein großer Stellenwert zu und gilt als entscheidender Faktor für den Erfolg einer solchen Unternehmung.

## Trends bei der Beschaffung in Niedriglohnländern
An Bedeutung gewinnen aktuell folgende Themengebiete:
Design for Low-Cost Country Sourcing:
Ein Einflussfaktor zur Vermeidung inkompatibler Beschaffungsobjekte für die Beschaffung in Niedriglohnländern ist die Anpassung der Produktkonstruktion an die standortspezifischen Produktionsbedingungen der dortigen Lieferanten (Weiler 2010; Lanza und Weiler 2010). Damit sollen gezielt die Vorteile der globalen Produktion ausgeschöpft werden. Eine standortspezifische Produktkonstruktion soll bewusst die Nutzung komparativer Kostenvorteile globaler Standorte (z. B. Lohn-, Energie-, Maschinenstundenkosten) und damit die Realisierung erheblicher Einsparpotentiale ermöglichen. Ferner sollen durch ein entsprechendes Design die Lieferfähigkeit und -flexibilität gesteigert werden, die Qualität durch eine Anpassung der Komplexität des Bauteils an die Fähigkeiten der Lieferanten erhöht werden sowie die Produktpiraterie und hohen Koordinationskosten, bspw. durch eine zielgerichtete Modularisierung, vermieden werden.
Gestaltung der Beschaffungsorganisation:
Ein weiterer Aspekt ist die Gestaltung und Entwicklung der Beschaffungsorganisation, um diese an die hohen Anforderungen der Beschaffungsaktivitäten in Niedriglohnländern anzupassen.
Zuweisung der Beschaffungsobjekte zu Beschaffungsmärkten:
Welche Beschaffungsobjekte von welchen Beschaffungsmärkten erfolgreich bezogen werden können, ist schwierig zu beantworten und erfordert eine objektive Zuweisung bzw. Auswahl. Diese Zuweisung kann durch einen systematischen Abgleich zwischen den Fähigkeiten des Beschaffungsmarkts bzw. Lieferanten, den Anforderungen des Beschaffungsobjekts und den Fähigkeiten des eigenen Unternehmens erfolgen.